# Pianale BMA

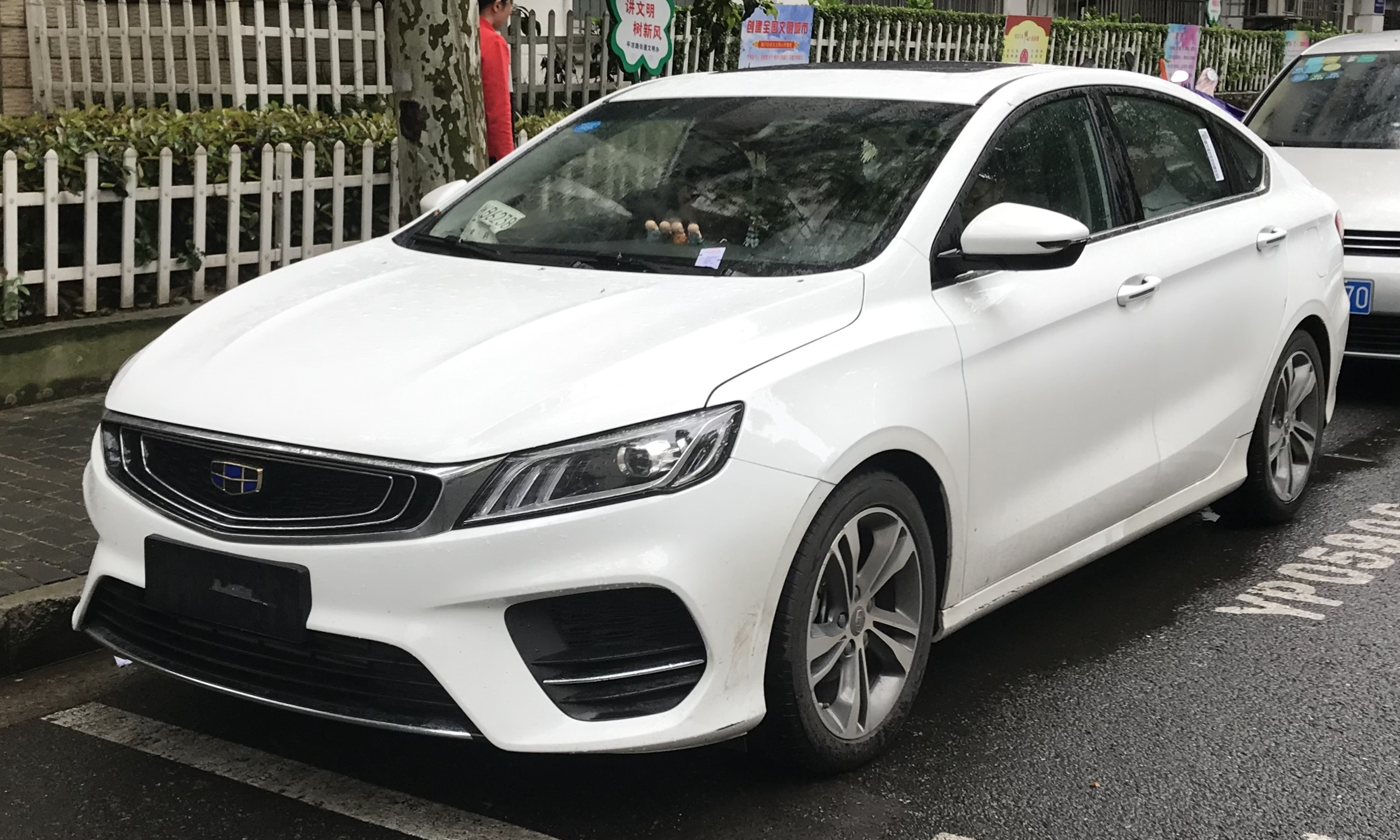
Geely Binrui è stata la prima vettura ad adottare il pianale BMA

Il B-segment Modular Architecture (BMA) è un pianale per automobili, progettato da Geely.
L'architettura può essere utilizzata per sviluppare vetture con passo compreso tra 2,550–2,700 mm (100.4–106.3 in) e con carreggiata ruota compresa tra 1,500–1,600 mm (59.1–63.0 in). Il suo nome derivato dalla più ampia piattaforma Compact Modular Architecture (CMA). Mentre la piattaforma CMA è stata sviluppata congiuntamente da Geely e Volvo, la piattaforma BMA è sviluppata in modo indipendente da Geely.
L'uso di BMA consente maggiori economie di scala, poiché tutti i veicoli basati su BMA avranno un alto tasso di comunanza con parti e componenti condivisi che raggiungono il 70%, riducendo i costi e il tempo necessari per il test dei componenti. Con l'uso di BMA, il tempo di sviluppo del veicolo può essere ridotto da una media di oltre 36 mesi a soli 18-24 mesi.
Si afferma che la piattaforma sia stata sviluppata con il 70% di acciaio ad alta resistenza e il 20% di acciaio formato a caldo, ed è stata progettata per superare gli standard europei delle norme di sicurezza a 5 stelle. BMA è anche compatibile con la guida autonoma L2 e la guida autonoma L3 in futuro.

## Modelli
- Geely Binrui (2018)
- Geely Binyue/Coolray/Proton X50 (2018)
- Geely Icon (2020)
- Lynk & Co 06 (2020)
- Geely Emgrand EC7 (2021)

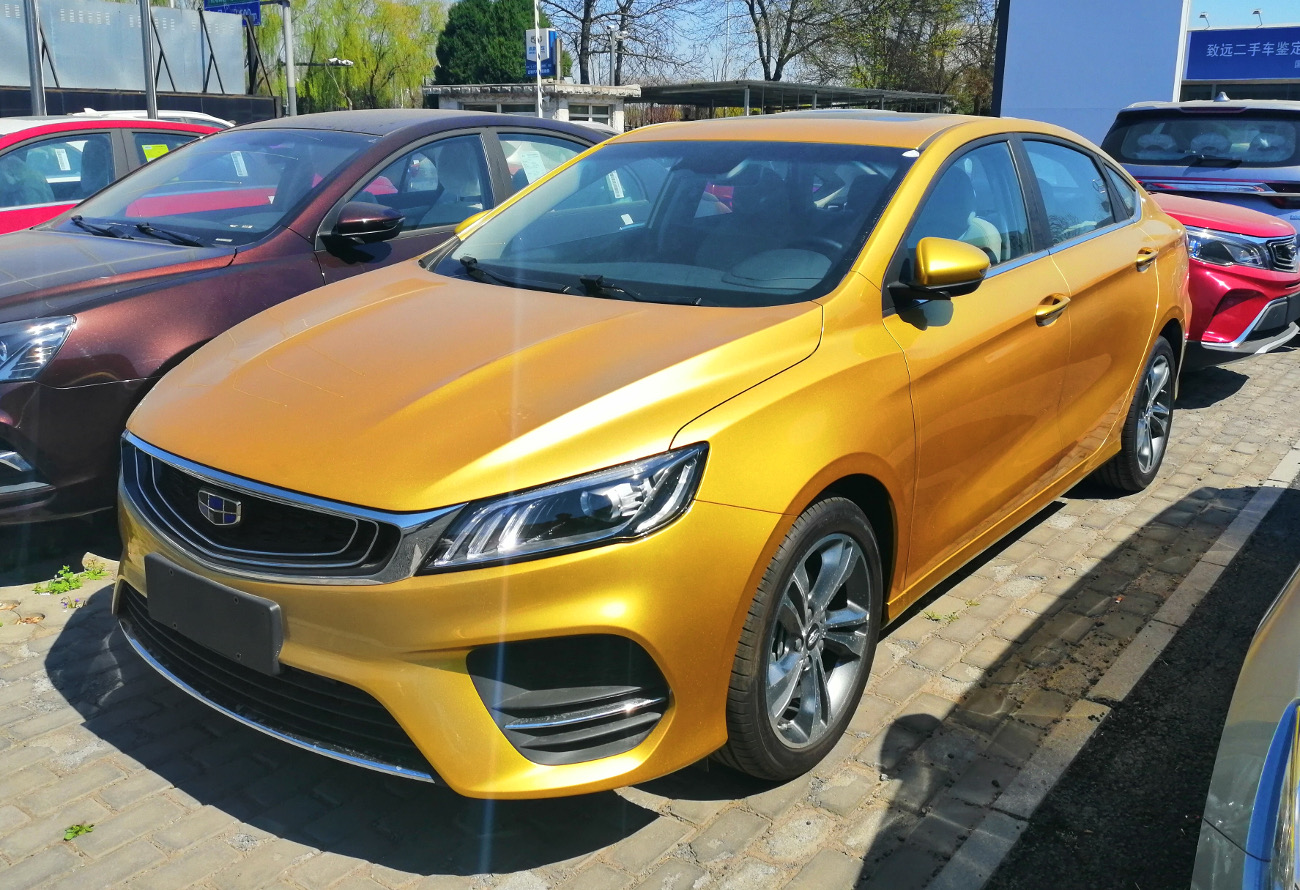
Geely Binrui
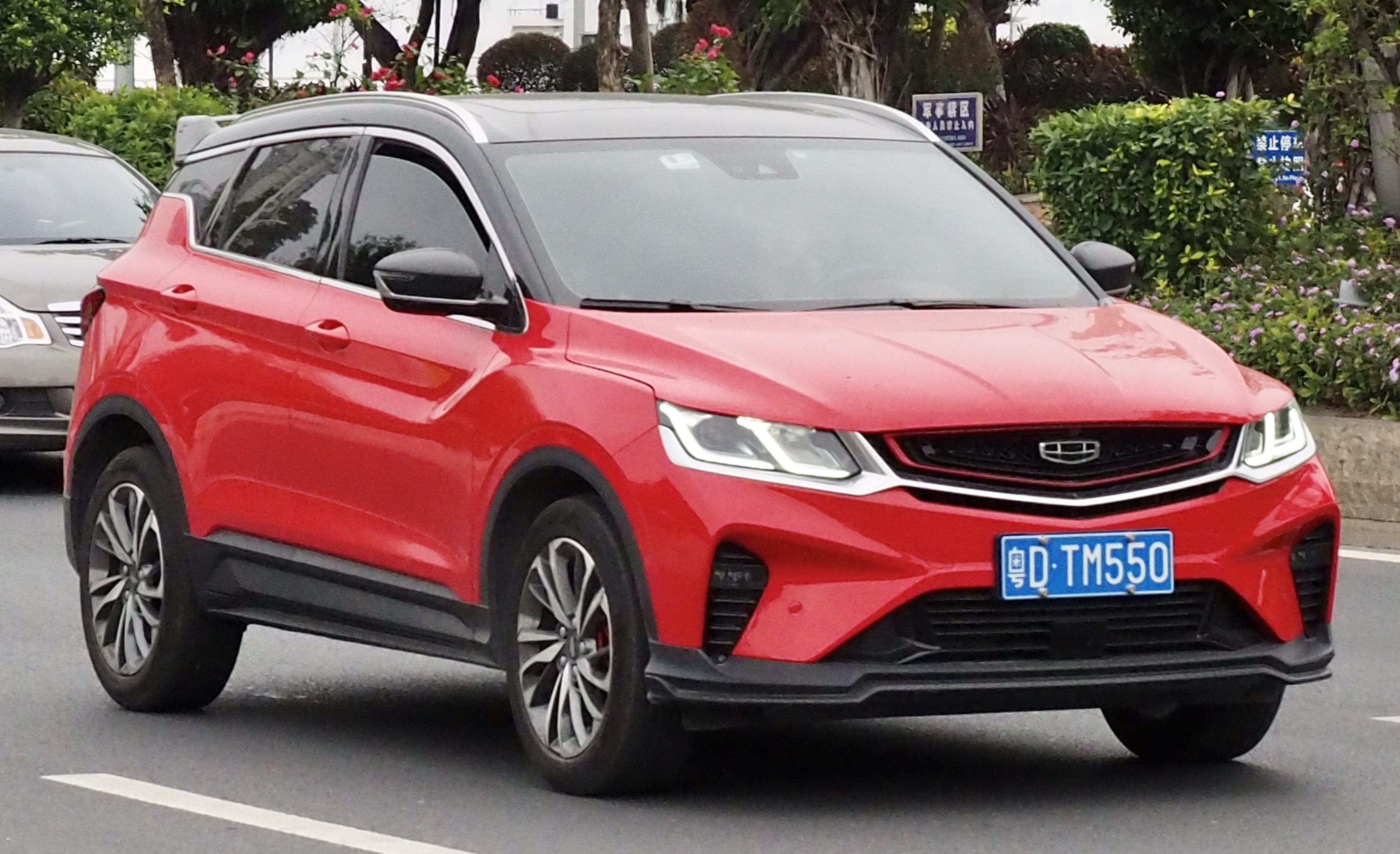
Geely Binyue
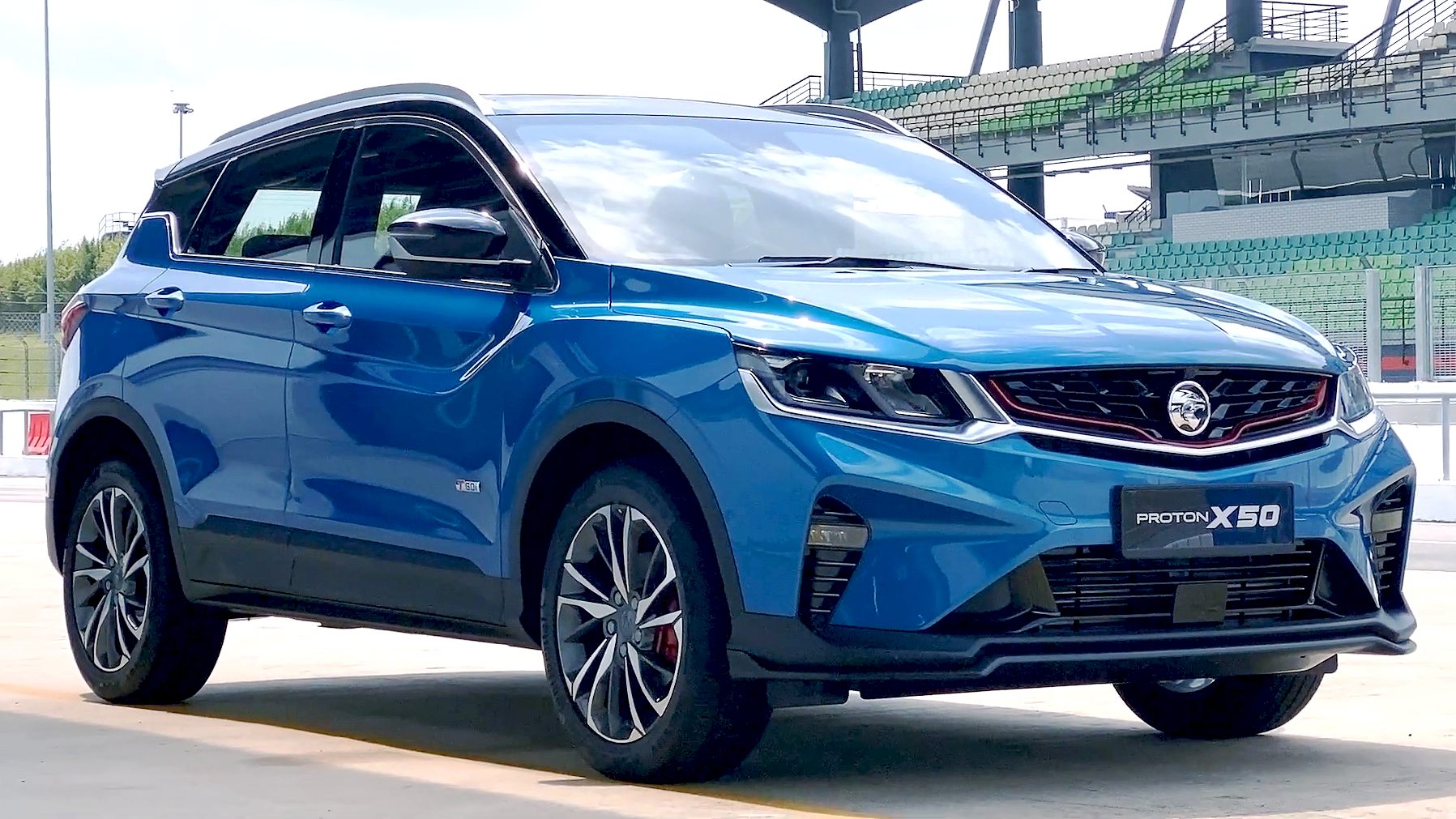
Proton X50
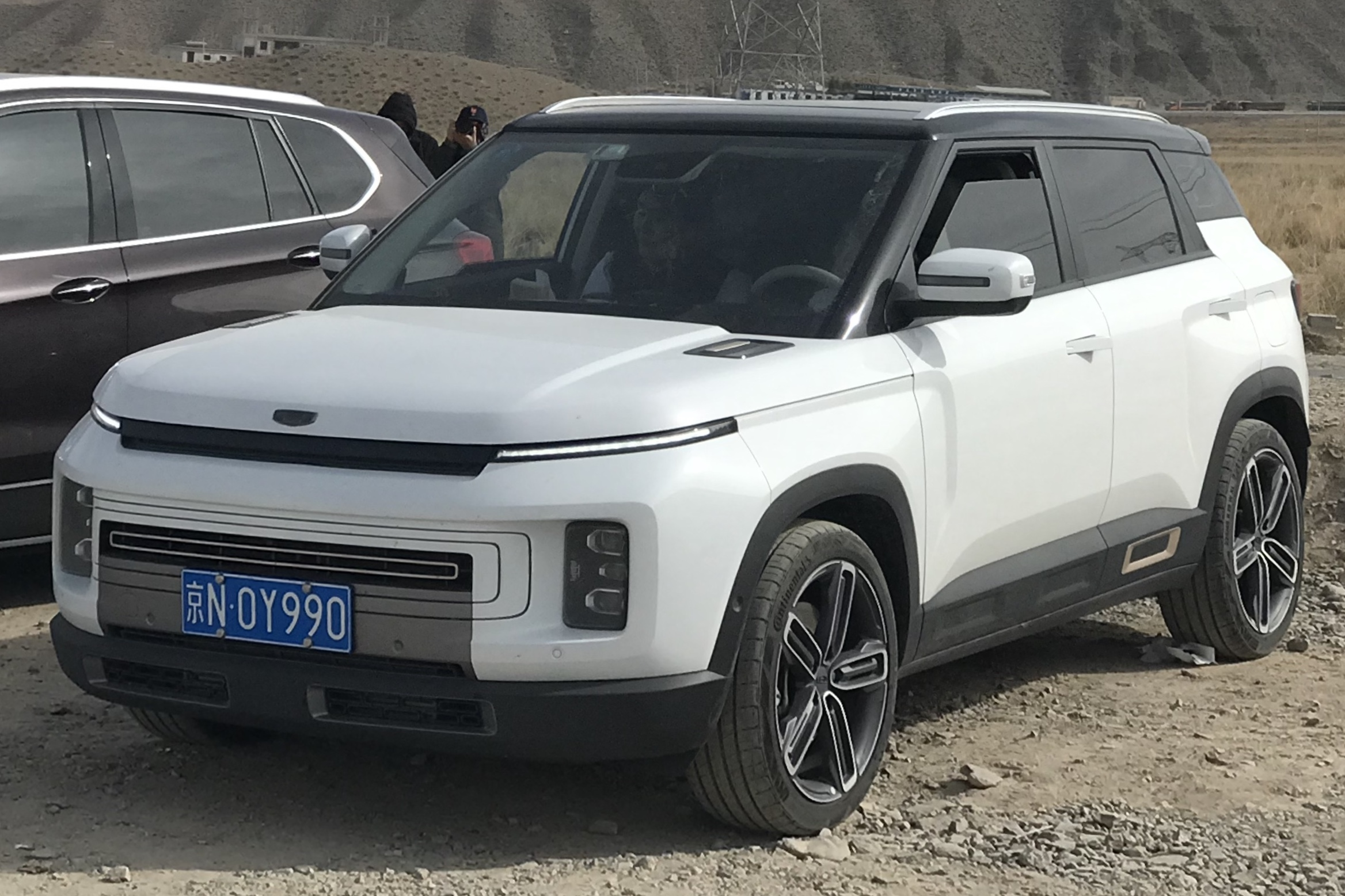
Geely Icon
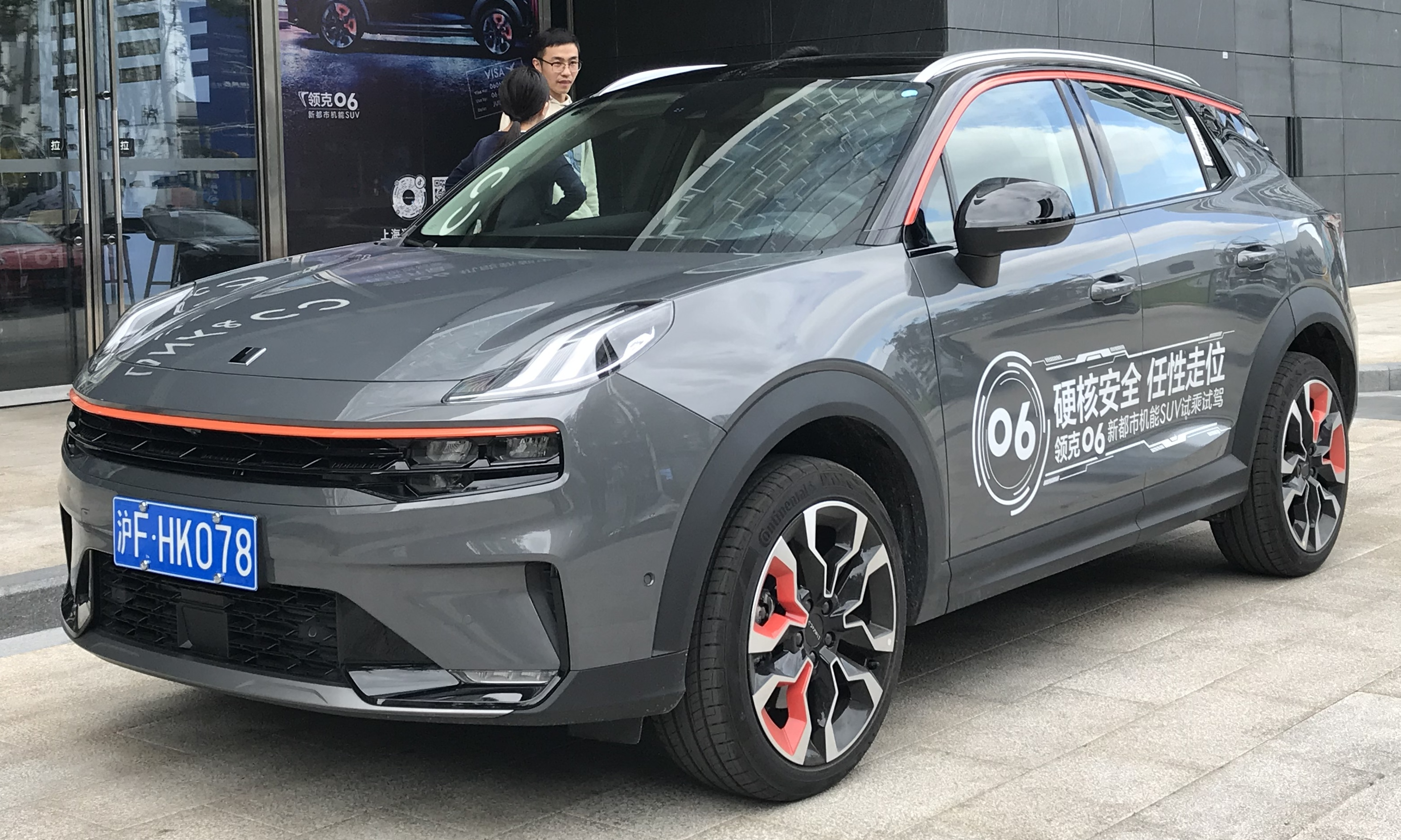
Lynk & Co 06
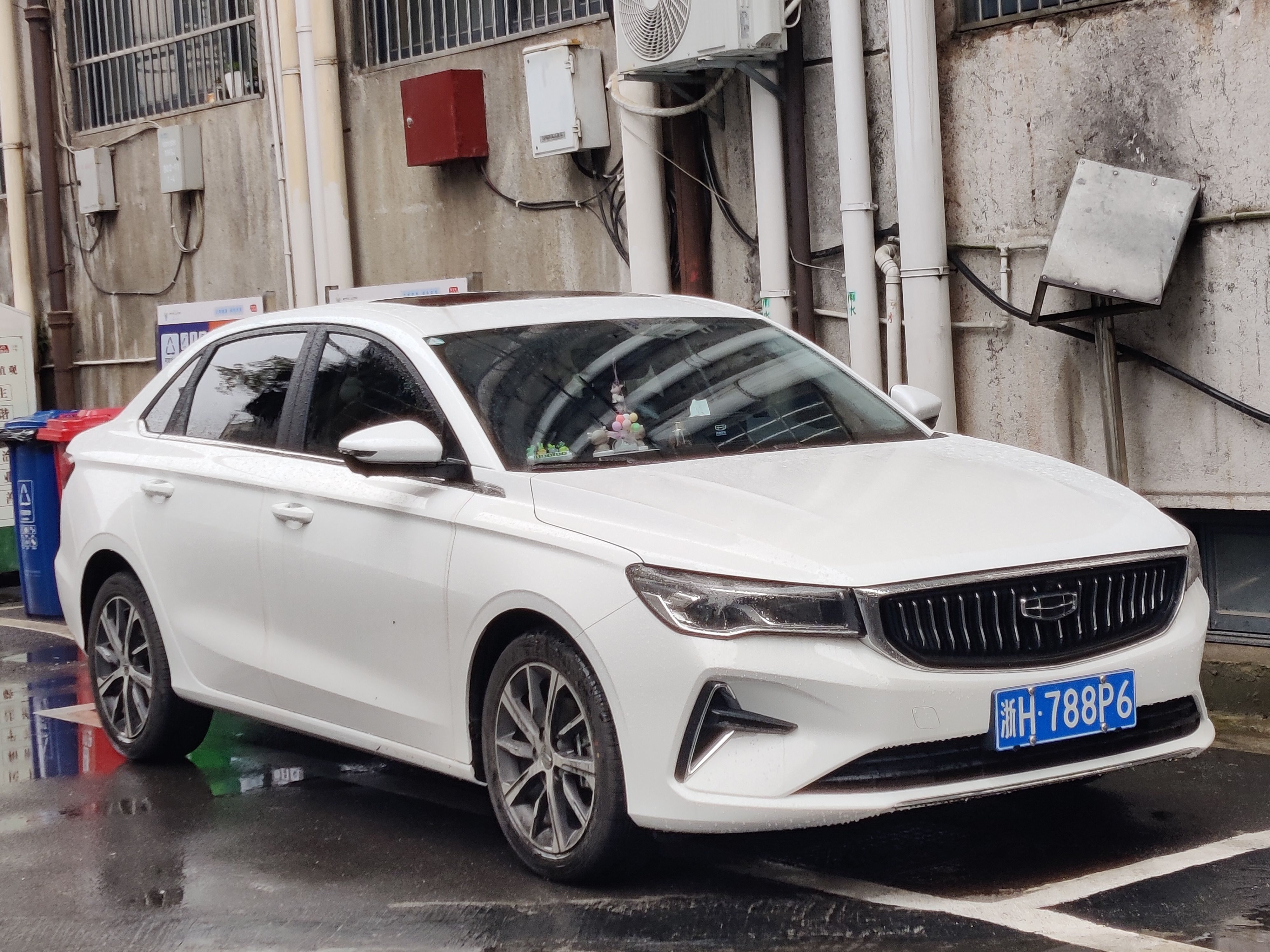
Geely Emgrand EC7